# میرزا محمود خان بروجردی
میرزا محمود خان بروجردی (زاده ۱۲۳۵ در بروجرد – درگذشته ۱۲۸۲ در رشت) ملقب به «حکیم‌الملک» پزشک ایرانی دربار مظفرالدین شاه بود.

## زندگی‌نامه
میرزا محمودخان پسر میرزاعلی‌نقی حکیم‌باشی پسر میرزا حسن حکیم‌باشی اصفهانی در سال ۱۲۳۵ خورشیدی در شهر بروجرد به دنیا آمد. او عموی ابراهیم حکیمی می‌باشد.
محمود خان بروجردی در سال ۱۲۵۴ ه‍.خ وارد مدرسهٔ دولتی دارالسلطنهٔ تبریز شد و مبانی ریاضی و طبیعی را آموخت و با گذراندن امتحانات مربوطه استعداد خود را نشان داد و در پی این موفقیت به دارالخلافه فرا خوانده شد. وی سپس، با حمایت دارالخلافهٔ تبریز در مدرسهٔ دارالفنون تهران، شش سال با جدیت و ممارست، علوم ریاضی و جغرافی و زبان فرانسه و طبیعیات و در پی آن طب و جراحی را فرا گرفت و به دارالخلافهٔ تبریز بازگشت.
محمود خان بروجردی طبابت را در مدرسهٔ دارالفنون تهران نزد دکتر تولوزان فرانسوی فراگرفت و دستیار دکتر محمد، فارغ‌التحصیل رشتهٔ طب از دانشگاه پاریس، بود. وی سپس، در سمتِ پزشک خصوصی، در زمان ولایتعهدی مظفرالدین شاه، به خدمت وی درآمد.
از یادداشت‌های روزانهٔ محمدحسن خان اعتمادالسلطنه برمی‌آید که محمودخان بروجردی حکیم‌الملک مستقیم یا غیرمستقیم از ژان باتیست فوریه پزشک فرانسوی ناصرالدین شاه، نیز آموخته‌هایی به دست آورده‌است.
پس از فوت میرزا ابوالحسن حکیم‌باشی، مظفرالدین میرزا، محمودخان بروجردی را در سال ۱۲۶۴ ه‍.خ جزء اطبای خود قرار داد و در ۱۲۶۵ ه‍.خ ملقب به مشیرالحکما کرد.
محمودخان بروجردی، لقب حکیم‌الملکی را در سال ۱۲۷۵ ه‍. خ؛ و بعد از جلوس مظفرالدین شاه قاجار، دریافت و به ریاست کل اطبای دربار (رئیس‌الاطباء) منصوب شد.
حکم او در ۱۲۷۵ ه‍.خ این گونه صادر شد:
«از آنجایی که ما به حکیم‌الملک کمال مرحمت را داریم و او هم الحق خوب مواظبت در خدمت مرجوعه به خودش دارد، لهذا نشان تمثال خودمان را به او مرحمت فرمودیم. چون حکیم‌الملک علاوه بر این که لیلاً و نهاراً خدمتگذار و در معالجات مخصوص وجود مبارکه همهٔ اوقات مراتب حذاقت و کمال لیاقت خود را ظاهر ساخته و از وقتی هم که وزارت کل بنایی به عهدهٔ او محول شده در انتظام و تربیت امور آن مزید صداقت و کفایت خود را ظاهر ساخته لهذا، محض ابراز و علامت عنایت خاص ملوکانه او را به اعطای یک قطعه نشان تمثال خودمان که از امتیازات عمده است، سرافراز و مفتخر فرمودیم که به استظهار تمام مشغول خدمت شود.
تقریباً یک سال از سلطنت مظفرالدین شاه گذشته بود که میرزامحمودخان بروجردی با دریافت نشان شیر و خورشید جاه و مقامی در دربار یافت. سال بعد(۱۲۷۷ ه‍.خ)، با دست‌خط مظفرالدین شاه وزرای جدیدانتخاب و به محمودخان بروجردی نیز وزارت رسید.
افزایش تمایل شاه به حکیم‌الملک منجر به اعطای نشان و درجه و عنوان‌های متعددی به او شد، از جمله اعطای یک قبضه عصای مرصّع ممتاز از جواهرخانهٔ خاصّه و دست‌خط نَمط خسروانی در بذل و تفویض منصب وزیر مسکوکات و دارالضرب و وزیر دربار دولت به میرزا محمودخان بروجردی.
در اولین سفر مظفرالدین شاه به اروپا، در فروردین ۱۲۷۹ ه‍.خ میرزا محمودخان بروجردی حکیم‌الملک، وزیر دربار و عده‌ای دیگر با او همراه بودند. در روز پنجشنبه ۱۲۷۹ ه‍. خ؛ که به مظفرالدین شاه در پاریس سوء قصد شد، میرزا محمودخان بروجردی حکیم‌الملک، به‌چابکی با انگشتان زورمندش چنان دست سوءقصدکننده را فشرد که سلاح از کف او رها شد و شاه از خطر نجات یافت.
در جلد سوم کتاب تاریخ مؤسسات تمدن جدید در ایران چنین نگاشته شده: «ششمین کارخانهٔ برق ایران کارخانه‌ای بود که میرزا محمودخان حکیم‌الملک در حدود سال ۱۳۲۳ هجری قمری از «شرکت عمومی الکتریک» (General Electric) خریده، به ایران آورد و پس از درگذشت او حاج حسین امین‌الضرب آن را خرید. این کارخانه در ۱۳۲۵ شروع به کار نمود و تا چهار هزار چراغ می‌توانست بدهد.
وی در سال ۱۲۷۹ ه‍.خ به وزارت دربار یا به اصطلاح آن زمان، ریش‌سفید خلوت و وزیر حضور منصوب شد. وی از طرفداران انگلیس بود و به همین جهت با اتابک امین السلطان که از طرفداران روس بود، جدال داشت و حتی انگلیسی‌ها می‌خواستند تا حکیم الملک به صدارت اعظم برسد؛ ولی امین السلطان وی را از وزارت دربار معزول نمود و حکومت گیلان را به وی واگذار کرد. پس از دو ماه که از حکومت وی گذشت، وی به طرز مشکوکی در ۲۳ مرداد سال ۱۲۸۲ ه‍.خ (۲۱ جمادی‌الاول ۱۳۲۱ قمری) در رشت درگذشت. دربارهٔ مرگش گفته شده‌است که امین السلطان شخصی را مأمور نمود تا وی را مسموم سازند.

## سمت‌ها و القاب او
عناوین و مناصب متعددی که میرزا محمودخان بروجردی طی دوران فعالیت‌های پزشکی و سیاسی خود کسب کرد عبارت اند از:
- رئیس‌الاطباء
- مشیرالحکما
- وزیر ابنیه (۱۲۷۶خ. تا ۱۲۷۹)[۱۳]
- وزیر دربار (۱۲۷۹خ. تا ۱۲۸۲)[۱۴]
- وزیر مسکوکات و دارالضرب[۱۵]
- ولایت گیلان